# いうちりな
いうち りな（本名：井内 里菜（読み同じ）、1990年7月25日 - ）は、日本のアイドル。
一般には常にいうりちながりなんなんであると思われがちだが、正確には人形作家いうちりなが所持する人形りなぐるみが多くの場合りなんなんであり、いうちが舞台に立つ時に身体を授けることで成り立つのがきゅるりんアイドルりなんなんである。
大阪府出身。よしもとクリエイティブ・エージェンシー大阪、リアライズプロモーション、GHKクリエーションズに所属していた。

## 経歴
- 吉本発ガールズユニット（当時）つぼみの元メンバーで、ユニット内の旧チーム体制ではチームfunnyに所属していた。
- 当時のキャッチコピーは「つぼみのきゅるりんアイドル」。ミューモアよしもと主催の「新生つぼみオーディション」を受けて合格し、2010年4月29日のお披露目会でデビュー、同期にシュークリーム（吉岡久美子・しより）、中上亜耶（よしもと所属マジシャンあやつるぽん）、八木沙季（Lovelys）、村上文香（元NMB48。フリーアナウンサーへ転身）らがいる。
- お笑いパフォーマンス番組『あらびき団』に出演し、やしきたかじんの「やっぱ好きやねん」や上田正樹の「悲しい色やね」などの大阪をテーマにしたヒット曲を「りなんなんっぽく歌う」パフォーマンスを披露し、一躍注目を浴びた。
- 2012年5月15日、病気療養を理由につぼみを卒業し、吉本も退社する。
- 2012年7月1日、自身のブログにてフリーとしての活動復帰を宣言し、キャッチコピーを「地球と魔界の狭間にあるきゅるどーる村の歌姫」に変更する。
- 2014年1月中旬をもって「活動の拠点を東京に移す」と自身のブログとSNSにて公表し、同年1月18日付をもって上京した。
- 2014年6月28日付でリアライズプロモーション所属となった事を自身のSNS等で公表したが、短期間でフリーランスに戻っている。
- 2015年6月12日に自身のブログでGHKクリエーションに所属したことを公表するも、2016年元日（本人曰く元旦）をもって退社しフリーランスに戻ったことを1月2日の更新時に公表した。
- 浅草橋にあるリラクゼーション店の副店長を務めている[3]。

## 人物・芸風
- 大阪府出身だが、関西弁は用いない。語尾に「きゅるりん」をつけることが多い。
- 薬指と中指を折り曲げた特徴的なきゅるりんポーズを多用する。
- 苺、かぼちゃ、和食が好き。

## オリジナルソング
| 曲名                       | 作詞                         | 作曲                         | 名義       |
| -------------------------- | ---------------------------- | ---------------------------- | ---------- |
| りなんなん こんなんなん？  | ロバート古田とブライアン矢野 | ロバート古田とブライアン矢野 | りなんなん |
| ノンノン！りなんなん       | ロバート古田とブライアン矢野 | ロバート古田とブライアン矢野 | りなんなん |
| 南海ダイブ                 | ロバート古田とブライアン矢野 | ロバート古田とブライアン矢野 | りなんなん |
| アクアマリーナ             | 安斎レオ                     | ジャン＝ポール高橋           | りなんなん |
| そよ風の魔法               | -                            | -                            | りなんなん |
| かぼ・かぼ・かぼちゃん     | -                            | -                            | りなんなん |
| きゅるどーる村のプリンセス | -                            | -                            | りなんなん |

| 曲名                         | 作詞         | 作曲         | 名義       |
| ---------------------------- | ------------ | ------------ | ---------- |
| ボクのセカイ                 | ロバート古田 | ロバート古田 | いうちりな |
| あなたはほっぺにちゅーをした | -            | -            | いうちりな |
| 恋のツインテール             | -            | -            | いうちりな |
| ヒメの初恋                   | -            | -            | いうちりな |

| 曲名           | 作詞 | 作曲 | 名義          |
| -------------- | ---- | ---- | ------------- |
| Childish Queen | -    | -    | Childish Lina |
| I'm nunber 1   | -    | -    | Childish Lina |

## 出演

### テレビ
- あらびき団（2010年6月15日・7月27日・8月10日・17日・31日・2011年2月22日・5月24日・8月16日、TBSテレビ）
- ヨルパチーノ ツキギメ！ 奇跡のムチャぶり大作戦 ムチャレンジ!!（2013年5月8日、関西テレビ） - つぼみメンバーとの共演。

### ラジオ
- ぼっけえラヂオ（2017年 - 、ラヂオきしわだ、FMからつ、エフエムいずも、エフエム津山 レギュラー）

### ネット配信番組
- つぼみのニコニコランド!（ニコニコ動画） - 水曜 → 金曜。

### 映画
- 短編映画 初恋芸人（2013年） - 主題歌「アクアマリーナ」（作詞：安斎レオ / 作曲：ジャン＝ポール高橋）の歌唱も兼務。

## 作品

### イメージビデオ
- つぼみの開花宣言!!〜はじめてのDVDガンバリました！〜（2011年2月9日、YOSHIMOTO R and C）
- なんなん?りなんなん（2013年7月17日、Fuzzy Function）